# Джекобс, Роджер
Ро́джер Дже́кобс (фр. Roger Jacobs) — французский кёрлингист.
В составе мужской команды Франции участник чемпионата мира 1982 (заняли десятое место).
Играл на позиции третьего.

## Команды
| Сезон   | Четвёртый  | Третий         | Второй  | Первый       | Запасной               | Турниры            |
| ------- | ---------- | -------------- | ------- | ------------ | ---------------------- | ------------------ |
| 1981—82 | Андре Трон | Роджер Джекобс | Боб Лен | Жерар Наттер | тренер: Pierre Catella | ЧМ 1982 (10 место) |

(скипы выделены полужирным шрифтом)